# Nemečky
Nemečky este o comună slovacă, aflată în districtul Topoľčany din regiunea Nitra. Localitatea se află la altitudinea de 266 m deasupra n.m., se întinde pe o suprafață de 6,27 km2 și în 2017 număra 317 locuitori.

## Istoric
Localitatea Nemečky este atestată documentar din 1403.

## Demografie
| An:                | 1994 | 2004   | 2014   | 2024   |
| ------------------ | ---- | ------ | ------ | ------ |
| Număr de persoane: | 277  | 302    | 312    | 316    |
| Diferență:         |      | +9,02% | +3,31% | +1,28% |

| An:                | 2023 | 2024   |
| ------------------ | ---- | ------ |
| Număr de persoane: | 320  | 316    |
| Diferență:         |      | −1,25% |